# Batrachocephalus mino
El bagre lampiño (Batrachocephalus mino) es una especie de pez de la familia Ariidae en el orden de los Siluriformes, la única del género Batrachocephalus.

## Morfología
Los machos pueden llegar alcanzar los 25 cm de longitud total.

## Alimentación
Come pecesitos e invertebrados.

## Hábitat
Es un pez demersal y de clima tropical.

## Distribución geográfica
Se encuentra en la India, Sri Lanka,  Bangladés,  Birmania, Tailandia,   Indonesia, Brunéi y Malasia, e incluyendo la zona de mareas del río Mekong.

## Uso comercial
Se comercializa principalmente fresco